# Ricardo Reilly Salaverri
Ricardo Reilly Salaverri (Montevideo, 30 de junio de 1946) es un abogado y político uruguayo perteneciente al Partido Nacional.

## Biografía
Su madre fue la empresaria gastronómica Gori Salaverri y es sobrino del pintor Federico Reilly Saunders.
Graduado como abogado en la Facultad de Derecho de la Universidad de la República en 1975, su especialidad es el Derecho laboral. Estuvo vinculado a la actividad política desde temprana edad acompañando a Luis Alberto de Herrera. Fue integrante de la Sala de Abogados del Ministerio de Trabajo y Seguridad Social (1972-1990).
Durante la Dictadura cívico-militar en Uruguay (1973-1985) fue nombrado como suplente del Consejo de Estado de 1973, órgano que no llegó a integrar por encontrarse fuera del país. Se postuló sin éxito a diputado en las elecciones de 1989, con la lista 112. Durante el gobierno de Luis Alberto Lacalle, fue director general, luego Subsecretario del Ministro de Trabajo y Seguridad Social, Álvaro Carbone. Cuando este retorna al Parlamento, Reilly ocupó la titularidad de dicha cartera hasta la finalización de la presidencia de Lacalle. Integró la lista al Senado llamada "de los ministros", sin resultar electo.
Ejerce su profesión de abogado en un importante estudio jurídico de Montevideo. Es profesor en la Universidad Católica del Uruguay.
También es columnista en El País, y autor del libro Razón y corazón.
| Predecesor: Álvaro Carbone | Ministro de Trabajo y Seguridad Social del Uruguay 1 de septiembre de 1993 - 1 de marzo de 1995 | Sucesor: Ana Lía Piñeyrúa |